# Phasmodes
Sous-famille
Genre
Phasmodes est un genre de la famille des Tettigoniidae, le seul de la sous-famille des Phasmodinae.

## Distribution
Les espèces de ce genre sont endémiques d'Australie-Occidentale.

## Liste des espèces
Selon Orthoptera Species File (28 mars 2010) :
- Phasmodes jeeba Rentz, 1993
- Phasmodes nungeroo Rentz, 1993
- Phasmodes ranatriformis Westwood, 1843

## Référence
- Westwood, 1843 : Arcana Entomologica, or illustrations of new, rare, and interesting Insects. vol. 2,n. 16, p. 53-57 (texte original).
- Caudell, 1912 : Genera Insectorum. 138, p. 1-25.